# Pareustroma
Pareustroma is een geslacht van vlinders van de familie spanners (Geometridae), uit de onderfamilie Larentiinae.

## Soorten
- P. conisecta Prout, 1940
- P. fissisignis Butler, 1880
- P. propriaria Leech, 1897